# Drew Gooden
Andrew «Drew» Melvin Gooden III (Oakland, California, 24 de septiembre de 1981) es un exjugador de baloncesto que disputó 14 temporadas en la NBA. Con 2,08 metros de estatura jugaba en las posiciones de ala-pívot y pívot.

## Carrera

### Instituto
Jugó como pívot en el Instituto El Cerrito como sénior, y lideró a los Gauchos en 1999 al campeonato California Interscholastic Federation Boys Division III. 

### Universidad
Fue un jugador dominante en la Universidad de Kansas, promediando 19,8 puntos y 11,4 rebotes por partido en la temporada 2001-02. Fue la pieza clave que llevó a Kansas a la Final Four, además de recoger varios premios individuales que le galardonaban como el mejor universitario del año.

### NBA
Fue elegido en la cuarta posición del Draft de 2002 por Memphis Grizzlies, aunque fue traspasado a mitad de su primera temporada en la liga a Orlando Magic a cambio de Mike Miller.
En la temporada 2004-05, fichó por Cleveland Cavaliers, promediando 14.4 puntos y 9.2 rebotes por partido. Tras esta gran campaña, el bajón de Gooden en la siguiente fue notorio, descendiendo hasta los 10.7 puntos y 8.7 rebotes. En su tercera temporada con los Cavaliers no hubo síntomas de mejora, e incluso la directiva de la franquicia barajó incluirle en algún traspaso. Ese traspaso llegó el 21 de febrero de 2008, fecha en la que fue enviado a Chicago Bulls en un intercambio a tres bandas entre los Bulls, los Cavaliers y Seattle Sonics.
El 19 de febrero de 2009, Chicago Bulls le traspasó, junto a Andrés Nocioni, Michael Ruffin y Cedric Simmons, a Sacramento Kings a cambio de John Salmons y Brad Miller. Tras jugar un partido con los Kings, fue cortado el 1 de marzo y a los dos días firmó con San Antonio Spurs.
En julio de 2009, firmó como agente libre con Dallas Mavericks.
El 13 de febrero de 2010, fue traspasado a Washington Wizards junto con  Josh Howard, James Singleton y Quinton Ross a cambio de Caron Butler, Brendan Haywood y DeShawn Stevenson. Días después, el 17 de febrero, fue traspasado a Los Angeles Clippers como parte de un intercambio a tres bandas; Ilgauskas, una primera ronda del draft de 2010 y los derechos de Emir Preldžič se marchaban de Cleveland Cavaliers a Washington Wizards; Antawn Jamison desde Washington a Cleveland Cavaliers; Al Thornton de Los Ángeles a Washington y Sebastian Telfair de Los Ángeles a Cleveland.
El 1 de julio de 2010, firmó un contrato con Milwaukee Bucks por 5 años y 32 millones de dólares.
El 9 de abril de 2011, registró el primer triple-doble de su carrera en una victoria sobre los Cavaliers con 15 puntos, 13 rebotes y 13 asistencias; y el 14 de marzo de 2012, el segundo triple-doble de su carrera en otra victoria sobre los Cavaliers con 15 puntos, 10 rebotes y 13 asistencias.
El 16 de julio de 2013, los Bucks lo liberaron usando cláusula de amnistía de la NBA.
El 26 de febrero de 2014, firmó un contrato de 10 días con los Washington Wizards. El 8 de marzo de 2014, firmó un segundo contrato de 10 días con los Wizards. El 18 de marzo de 2014, firmó con los Wizards por el resto de la temporada.
A mediados de julio de 2014, renovó su contrato con los Wizards. Tras dos temporadas, el 7 de julio de 2016, los Wizards declinan su renovación por lo que se convierte en agente libre.

### BIG3
En febrero de 2018, se unió a la liga BIG3, como co-capitán de los 3's Company.

## Estadísticas de su carrera en la NBA

### Temporada regular
| Año     | Equipo        | PJ  | PT  | MPP  | %TC  | %3P  | %TL   | RPP  | APP | ROB | TPP | PPP  |
| ------- | ------------- | --- | --- | ---- | ---- | ---- | ----- | ---- | --- | --- | --- | ---- |
| 2002-03 | Memphis       | 51  | 29  | 26.1 | .443 | .304 | .697  | 5.8  | 1.2 | .8  | .4  | 12.1 |
| 2002-03 | Orlando       | 19  | 18  | 28.6 | .498 | .000 | .738  | 8.4  | 1.1 | .8  | .7  | 13.6 |
| 2003-04 | Orlando       | 79  | 17  | 27.0 | .445 | .214 | .637  | 6.5  | 1.1 | .8  | .9  | 11.6 |
| 2004-05 | Cleveland     | 82  | 80  | 30.8 | .492 | .179 | .810  | 9.2  | 1.6 | .9  | .9  | 14.4 |
| 2005-06 | Cleveland     | 79  | 79  | 27.5 | .512 | .333 | .682  | 8.4  | .7  | .7  | .6  | 10.7 |
| 2006-07 | Cleveland     | 80  | 80  | 28.0 | .473 | .167 | .714  | 8.5  | 1.1 | .9  | .3  | 11.1 |
| 2007-08 | Cleveland     | 51  | 51  | 30.7 | .444 | .000 | .728  | 8.3  | 1.0 | .7  | .6  | 11.3 |
| 2007-08 | Chicago       | 18  | 14  | 31.0 | .461 | .000 | .813  | 9.3  | 1.7 | .7  | 1.3 | 14.0 |
| 2008-09 | Chicago       | 31  | 27  | 29.6 | .457 | .000 | .866  | 8.6  | 1.4 | .8  | .4  | 13.1 |
| 2008-09 | Sacramento    | 1   | 0   | 26.0 | .556 | .000 | 1.000 | 13.0 | 2.0 | .0  | .0  | 12.0 |
| 2008-09 | San Antonio   | 19  | 1   | 16.8 | .490 | .000 | .789  | 4.4  | .2  | .2  | .2  | 9.8  |
| 2009-10 | Dallas        | 46  | 11  | 22.4 | .467 | .167 | .809  | 6.9  | .6  | .6  | 1.1 | 8.9  |
| 2009-10 | L.A. Clippers | 24  | 22  | 30.2 | .492 | .000 | .921  | 9.4  | .9  | .6  | .3  | 14.8 |
| 2010-11 | Milwaukee     | 35  | 18  | 24.6 | .431 | .150 | .794  | 6.8  | 1.3 | .6  | .5  | 11.3 |
| 2011-12 | Milwaukee     | 56  | 46  | 26.2 | .437 | .291 | .846  | 6.5  | 2.6 | .8  | .6  | 13.7 |
| 2012-13 | Milwaukee     | 16  | 0   | 9.4  | .328 | .200 | .688  | 1.9  | .4  | .3  | .4  | 3.3  |
| 2013-14 | Washington    | 22  | 0   | 18.0 | .531 | .412 | .889  | 5.2  | .7  | .5  | .3  | 8.3  |
| 2014-15 | Washington    | 51  | 7   | 16.9 | .399 | .390 | .773  | 4.4  | 1.0 | .4  | .2  | 5.4  |
| 2015-16 | Washington    | 30  | 0   | 10.2 | .320 | .171 | .643  | 2.8  | .4  | .3  | .4  | 2.7  |
| Total   | Total         | 790 | 500 | 25.5 | .462 | .257 | .760  | 7.1  | 1.1 | .7  | .6  | 11.0 |

### Playoffs
| Año   | Equipo      | PJ | PT | MPP  | %TC  | %3P  | %TL   | RPP  | APP | ROB | TPP | PPP  |
| ----- | ----------- | -- | -- | ---- | ---- | ---- | ----- | ---- | --- | --- | --- | ---- |
| 2003  | Orlando     | 7  | 7  | 33.4 | .400 | .000 | .722  | 12.7 | .6  | .4  | .9  | 14.0 |
| 2006  | Cleveland   | 13 | 13 | 21.7 | .529 | .000 | .944  | 7.5  | .6  | .2  | .2  | 8.2  |
| 2007  | Cleveland   | 20 | 20 | 30.3 | .493 | .000 | .769  | 8.0  | 1.0 | .5  | .4  | 11.4 |
| 2009  | San Antonio | 4  | 0  | 17.8 | .333 | .000 | 1.000 | 3.8  | .3  | .2  | .2  | 7.3  |
| 2014  | Washington  | 10 | 0  | 14.6 | .368 | .000 | .750  | 4.3  | .4  | .3  | .4  | 3.4  |
| 2015  | Washington  | 10 | 0  | 17.8 | .377 | .462 | .769  | 5.5  | .8  | .2  | 1.0 | 6.8  |
| Total | Total       | 64 | 40 | 23.7 | .449 | .324 | .793  | 7.2  | .7  | .5  | .3  | 9.2  |